# Jean Gevenois
Jean Robert Gevenois (Hornu, 13 juli 1931 – aldaar, 10 januari 2023) was een Belgisch senator.

## Levensloop
Gevenois behaalde in 1957 een diploma aan de school voor kinesitherapie in Sint-Gillis en werkte daarna van 1957 tot 1983 als kinesitherapeut in het ziekenhuis Louis Caty in Baudour.
Aangetrokken door de politiek ging Jean Gevenois zich engageren voor de socialistische PSB, de latere PS. In oktober 1964 werd hij verkozen tot gemeenteraadslid in Hornu en van 1971 tot 1976 was hij er schepen. Na de fusie met Boussu werd Gevenois daar in oktober 1976 verkozen in de gemeenteraad. Hij was er van 1977 tot aan zijn 65ste verjaardag in 1996 schepen en zetelde daarna nog tot eind 2000 als gemeenteraadslid. Van 1991 tot 1995 was hij er waarnemend burgemeester in vervanging van Robert Urbain, die in die periode ministeriële functies bekleedde.
In november 1981 werd Gevenois verkozen tot provinciaal senator voor Henegouwen. Hij nam echter een maand later ontslag ten gunste van Robert Leclercq, wiens verkiezing tot rechtstreeks gekozen senator ongeldig werd verklaard. Na het overlijden van Leclercq werd hij in februari 1983 opnieuw provinciaal senator voor Henegouwen. In oktober 1985 werd Gevenois voor het arrondissement Bergen-Zinnik rechtstreeks gekozen in de Senaat. Hij bleef rechtstreeks gekozen senator tot in 1991 en daarna zetelde hij van 1991 tot 1995 opnieuw als provinciaal senator. In de periode 1985-1991 zetelde hij als gevolg van de toen bestaande dubbelmandaten eveneens in de Waalse Gewestraad en de Raad van de Franse Gemeenschap.
Ook was Gevenois, die zich bijzonder interesseerde voor mobiliteitsdossiers, van 1991 tot 1995 beheerder bij de openbare vervoersmaatschappij TEC in Henegouwen. In 1991 richtte hij eveneens de vzw Synergie op, die zich aanvankelijk ten doel stelde om bij te dragen tot de uitwisseling van kennis en ervaring tussen kmo's geïnstalleerd in de zone Boussu-Hornu, teneinde hun activiteiten gezamenlijk te promoten, maar de activiteiten van de vzw strekten zich uiteindelijk uit over de hele streek van Bergen-Borinage.

## Bron
- Laureys, V., Van den Wijngaert, M., De geschiedenis van de Belgische Senaat 1831-1995, Lannoo, 1999.